# انجمن پادشاهی ایران
انجمن پادشاهی ایران  گروهی  غیرمتمرکز متشکل از فعالان سیاسی پادشاهی‌خواه و مخالف نظام جمهوری اسلامی ایران و سپاه پاسداران انقلاب اسلامی است که بیشتر به خاطر تلاش‌هایش برای براندازی جمهوری اسلامی و بازگردانی پادشاهی ایران با شیوه‌های خشونت‌آمیز شناخته شده است.
از سال‌های نخست دهه ۱۳۸۰ خورشیدی توسط فرود فولادوند تشکیل شد. پس از ربوده‌شدن  فرود فولادوند توسط نیروهای امنیتی ایران در ترکیه ، جمشید شارمهد رهبری این مجموعه را بر عهده می‌گیرد اما او نیز در سال ۱۳۹۹ از دبی و از طریق عمان ربوده و به ایران منتقل و در ۷ آبان ۱۴۰۳ در تهران اعدام شد.

## فعالیتها

### بمب‌گذاری‌ها
از سال‌های نخست دهه ۱۳۸۰ که فرود فولادوند به همراه افرادی دیگر با تأسیس رادیو و تلویزیون در لندن و سپس ایالات متحده به فعالیت علیه نظام پرداخت، انجمن پادشاهی ایران شناخته شد. در سال ۱۳۸۵ فولادوند و چندتن از همراهانش در ترکیه ربوده شدند. جمهوری اسلامی ایران این گروه را به انجام اقداماتی مانند بمب‌گذاری ۱۳۸۷ شیراز، بمب‌گذاری مشهد، خرابکاری در کنسولگری روسیه در رشت و سوءقصد به آرامگاه خمینی متهم کرده‌است. پس از اعتراضات سال ۱۳۸۸، چند تن از افراد مرتبط با این گروه مانند زهرا بهرامی و آرش رحمانی‌پور به دلیل نقش داشتن در اعتراضات محاکمه و اعدام شدند. بنیاد جیمزتاون گزارش کرده که این سازمان مسئولیت بمبگذاری شیراز را پذیرفته است.  یک سخنگوی این انجمن نقش علی زمانی در اعتراضات پس از انتخابات را رد کرد, و  گفت او با این سازمان همکاری کرده، ولی کار او صرفاً «انتقال اخبار به شبکه های رادیویی و ساختن بسته ها برای پخش از رادیو» بوده است.
در سال ۱۳۹۹ رسانه‌های ایران از دستگیری جمشید شارمهد، رهبر این انجمن خبر دادند که به اعدام محکوم شد.

## اعضاء اصلی
- فرود فولادوند (رهبر انجمن)
- جمشید شارمهد سخنگوی قبلی (انجمن پادشاهی ایران)
- الکساندر ولی‌زاده (با نام مستعار «کورش»)
- ناظم اشمیت (با نام مستعار «سیمرغ»)
- روزبهان (سخنگوی فعلی انجمن پادشاهی ایران)

الکساندر ولی‌زاده و ناظم اشمیت همراهان فرود فولادوند در سفر به ایران بودند و به گفتهٔ سازمان عفو بین‌الملل از تاریخ ۱۷ ژانویه ۲۰۰۷ در استان حکاری ترکیه و در نزدیکی مرز ایران ناپدید شده‌اند و به احتمال زیاد در یکی از بازداشتگاه‌های وزارت اطلاعات در تهران زندانی‌اند.

### ربوده شدن اعضاء
فرود فولادوند در ۱۷ ژانویه ۲۰۰۷ به همراه دو عضو دیگر انجمن پادشاهی ایران، الکساندر ولی زاده و ناظم اشمیت ناپدید شدند. بر اساس گفته‌های انجمن پادشاهی ایران آنها در تلاش بودند اعتراضاتی را در سالروز ۲۲ بهمن در درون و برون ایران انجام دهند. فرض بر این است که آنها توسط نیروهای امنیتی ایران در حکاری ترکیه ربوده شده و در اختیار وزارت اطلاعات قرار گرفته‌اند. ماشین اجاره‌ای آنها در حالی پیدا شد که شیشه‌هایش شکسته، سیم‌کشی آن قطع و پلاک‌های آن جدا شده بودند. عفو بین‌الملل ابراز نگرانی کرد که فولادوند و همراهانش «در معرض شکنجه یا سایر بدرفتاری‌ها قرار دارند و حتی ممکن است به اعدام محکوم شوند».
در سال ۲۰۰۷ سخنگوی انجمن پادشاهی ایران اعلام کرد که فولادوند و دو همراهش مفقود شده‌اند و هیچ نشانه ای از بازداشت یا کشته شدن آنها وجود ندارد. در خبرنامه‌ای در ۴ ژوئن ۲۰۰۸، گروه ضد مجازات اعدام، این نگرانی را مطرح کرد که فولادوند یا توسط دولت ایران اعدام شده یا به زودی اعدام خواهد شد. سفیر بریتانیا در ایران با مقامات تهران صحبت کرده بود، اما تا ۱۸ ژوئن ۲۰۰۸ هیچ اطلاعاتی دریافت نکرده بود.
جمشید شارمهد نیز که جانشین فرود فولادوند بود در تاریخ ۱۱ امرداد ۱۳۹۹ از دبی توسط عوامل جمهوری اسلامی ایران ربوده شد و پس از انتقال به عمان و یک مدرسه دینی به ایران انتقال داده شده و در آبان ۱۴۰۳ دار زده شد.
در حال حاضر وبگاه تندر نیز از دسترس خارج شده‌است اما فعالیت این گروه کماکان ادامه دارد و رهبر و سخنگوی فعلی آن روزبهان از یاران قدیمی فرود فولادوند و جمشید شارمهد می‌باشد.

### دستگیرشدگان و کشته‌شدگان
فعالان حقوق بشر در مورد وضعیت دستگیرشدگان و کشته‌شدگان مرتبط با انجمن پادشاهی عنوان کرد که این افراد زیر شکنجه‌های جسمی و روحی و نیز با وعدهٔ آزادی، وادار به اعتراف علیه خود شده‌اند. آن‌ها همچنین قبل از انتخابات دستگیر شده و در زمان وقایع بعد از انتخابات در زندان بوده‌اند.
- نام برخی از کسانی که در دادگاه متهمان پرونده کودتای مخملی، به اتهام عضویت یا فعالیت در «انجمن پادشاهی ایران»، محارب شناخته شدند و توسط دستگاه قضائی ایران به حبس یا اعدام محکوم شده‌اند:[۹][۱۰]

1. حامد روحی‌نژاد با ۱۰ سال حبس
2. داود میراردبیلی[نیازمند منبع]
3. بیژن عباسی[نیازمند منبع]
4. پیمان عارفی (پسرعمه آرش رحمانی‌پور؛ حکم اولیه: اعدام؛ حکم تجدید نظر:) با ۱۵ سال حبس[۱۱][۱۲]
5. اسعد امیری زرزا[نیازمند منبع]
6. وحیدصیادی نصیری در آذر ۱۳۹۷ به علت اعتصاب غذا درگذشت.[۱۳]
7. رضا خادمی با ۱۲ سال حبس[۱۳]
8. ماهان محمدی بیش از ۱۱ سال حبس[۱۳]
9. حسین سپنتا با ۱۰ سال حبس[۱۳]
10. احمد کریمی با ۱۵ سال حبس[۱۳]
11. رضا عبدالحسینی با ۱۲ سال حبس[۱۳]
12. محمدرضا علی‌زمانی
13. روزبه یحیی‌زاده
14. علی‌اصغر پشتر
15. زهرا بهرامی ملقب به کُردیه بانو
16. آرش رحمانی‌پور
17. محسن اسلامیان[نیازمند منبع]
18. مهدی اسلامیان[نیازمند منبع]
19. علی اصغر پشتر[نیازمند منبع]

## اتهامات جمهوری اسلامی ایران علیه انجمن پادشاهی
جمهوری اسلامی ایران ادعا کرده است که گروه تند شاخه نظامی «انجمن پادشاهی ایران»، عامل بمب‌گذاری در حسینیه‌ای در شیراز در تاریخ ۲۴ فروردین ۱۳۸۷، انفجار در حوزه علمیه خاتم‌الانبیا شیراز، بمب‌گذاری در سد سیوند شیراز و برنامه‌ریزی ترور مسئول پروژه، انفجار کفشداری حرم روح‌الله خمینی در خردادماه ۱۳۸۸، آتش‌سوزی در هتل جهان تهران هنگام ساخت و تهیه بمب برای انفجار حوزه علمیه آیت‌الله گلپایگانی، انفجار بمب صوتی در شهرستان آبدانان ۱۳۹۵، خرابکاری و آتش سوزی در پالایشگاه شاهرود در۱۶ مهر ۹۵، انفجار ساختمان صدا و سیمای استان فارس در شهر شیراز بوده است؛ امری که از سوی انجمن پادشاهی ایران، همواره رد شده است.

## بازداشت جمشید شارمهد

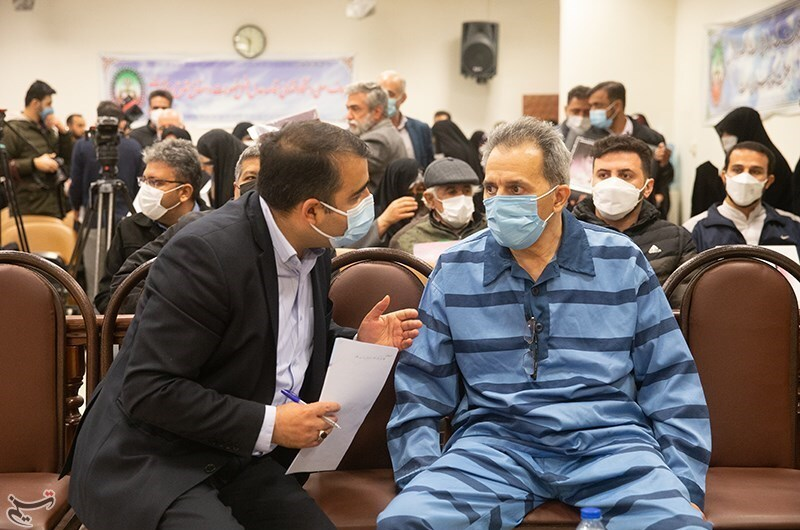
اولین جلسه دادگاه رسیدگی به پرونده جمشید شارمهد

وزارت اطلاعات جمهوری اسلامی ایران در اطلاعیه ای اعلام کرد جمشید شارمهد را طی «عملیاتی پیچیده» در تاریخ ۱۱ مرداد ۱۳۹۹ دستگیر کرده است. در این اطلاعیه اشاره نشده که این عملیات پیچیده در کجا صورت گرفته است. بعد از صدور اطلاعیه، گمانه‌زنی‌هایی دربارهٔ احتمال ربودن او در خارج از کشور مطرح شد. به گفته فرزندانش او آخرین بار در عمان حضور داشته است.
وی از سوی نهادهای امنیتی جمهوری اسلامی ایران به نقش داشتن در اقدامات بمب‌گذاری در حسینیه سیدالشهدای شیراز، قصد انفجار سد سیوند شیراز و تهیه بمب برای انفجار حوزه علمیه آیت‌الله گلپایگانی محکوم شده است. هر چند پیشتر در رابطه با بمب‌گذاری ۱۳۸۷ شیراز، چهار نفر به نام‌های علی موسوی، روزبه یحیی‌زاده، علی‌اصغر پشتر و محسن اسلامیان به اعدام محکوم و اعدام شدند. قوه قضائیه ۲ اسفند ۱۴۰۱ اعلام کرد دادگاه انقلاب تهران جمشید شارمهد را به اتهام «افساد فی‌الارض از طریق طراحی و هدایت اقدامات تروریستی» به اعدام محکوم کرد. جمشید شارمهد در تاریخ هفتم آبان ماه ۱۴۰۳ برابر با ۲۸ اکتبر ۲۰۲۴ اعدام شد.
انجمن پادشاهی ایران و جمشید شارمهد ابداع کننده مراسم بزرگداشت کوروش یعنی هفت آبان بودند.